# Chen Wen-huei
Pour les articles homonymes, voir Chen.
Dans ce nom chinois, le nom de famille, Chen, précède le nom personnel Wen-huei.
Chen Wen-huei (en chinois traditionnel : 陳玟卉 ; pinyin : Chén Wénhuì), née le 23 février 1997, est une haltérophile taïwanaise concourant en moins de 64 kg. Elle remporte la médaille de bronze aux Jeux olympiques d'été de 2020.

## Carrière
Elle est triple médaillée d'or en moins de 64 kg aux Championnats d'Asie 2020 à Tachkent.
Aux Jeux olympiques d'été de 2020, elle remporte le bronze en moins de 64 kg derrière la Canadienne Maude Charron et l'Italienne Giorgia Bordignon.
Aux Championnats du monde d'haltérophilie 2021 à Tachkent, elle est médaillée d'or à l'épaulé-jeté, médaillée d'argent au total et médaillée de bronze à l'épaulé-jeté dans la catégorie des moins de 64 kg.